# Chugwater
Chugwater – miasto w Stanach Zjednoczonych, w stanie Wyoming, w hrabstwie Platte.